# Santo Hipólito
Santo Hipólito est une municipalité brésilienne de l'État du Minas Gerais et la microrégion de Curvelo.